# 2. kniha Makabejská
Druhá kniha Makabejská (zkráceně 2 Mak) je deuterokanonická kniha Starého zákona, sepsaná patrně koncem 2. století př. n. l.

## Vznik a tradice knihy
Kniha byla sepsána řecky, pravděpodobně v egyptské Alexandrii kolem roku 124 př. n. l. Začíná textem dvou dopisů judských Židů do Egypta z roku 124 př. n. l. a z roku 164 př. n. l. (1Mak 1,1-2, 18), které se týkají chrámové bohoslužby. V dalším textu se autor odvolává na pět (dnes ztracených) svitků Jasona Kyrenského, které chce shrnout do jediného.
Protože byla psána řecky, nestala se součástí kánonu hebrejské bible, stala se však součástí alexandrijského kánonu a Septuaginty. Jako kanonickou ji uznávají katolické a pravoslavné církve, kdežto protestanti, kteří uznávají pouze palestinský kánon, považují knihu za apokryfní.

## Obsah knihy
2 Mak nenavazuje na První knihu Makabejskou, nýbrž podává jiný pohled na první období makabejského povstání, popsané v 1 Mak 1-7. Neklade takový důraz na faktografii a je tedy historicky méně zajímavá, tyto události však interpretuje ve světle farizejské tradice, jak o tom svědčí témata modlitby za mrtvé a soudu při vzkříšení. Mnohem víc také zdůrazňuje Boží zásahy ve prospěch Izraele a sloužila tedy jako povzbuzení věrných Izraelců. Proto se těšila velké oblibě v dobách pronásledování křesťanů i ve středověku a významně ovlivnila i křesťanské představy Posledního soudu a vzkříšení. Naopak Martin Luther ji kvůli zmíněným naukám odmítl a po něm i většina protestantských církví.